# Ernst Laur

Ernst Laur, född 27 mars 1871 i Basel, Schweiz, död 30 maj 1964 i Effingen, var en schweizisk agronom. 
Han var chef över det Schweiziska lantbruksförbundet och professor i lantbruksekonomi vid ETH Zürich. Han invaldes 1916 som utländsk ledamot av den svenska Lantbruksakademien.